# アタコラ県
アタコラ県（アタコラけん、Département d'Atacora）は、ベナン北西部の県である。
2013年の人口は76万9337人で、面積は20,499km2、人口密度は37.53人/km2。
県都はナティティングー。

## 地理
- 北：ブルキナファソ
- 東：アリボリ県
- 南東：ボルグー県
- 南：ドンガ県
- 西：トーゴ

中央をアタコラ山脈が南北に横たわり、最高点の標高は641mである。
その西側のペンジャリ盆地にはペンジャリ国立公園（Parc National de la Pendjari）が設けられている。
ブルキナファソとの国境となるペンジャリ川は、ニジェール川へは行かず南西方向へと流れ、ベナン、ブルキナファソ、トーゴとの国境附近でオティ川と合流する。

## 歴史
1999年に南部が分離してドンガ県となった。

## 下位行政区画

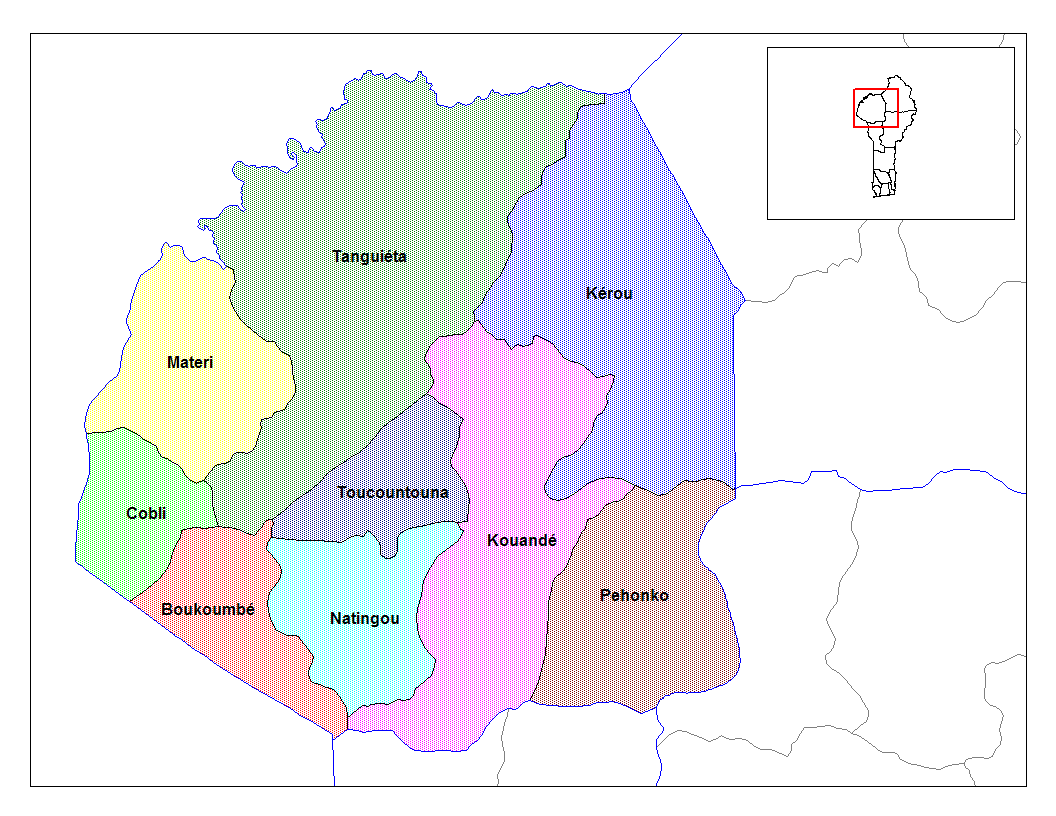
アタコラ県内の自治体

- Boukoumbé
- Cobly
- Kérou
- Kouandé
- Matéri
- ナティティングー
- Péhunco
- Tanguiéta
- Toucountouna

## 著名人

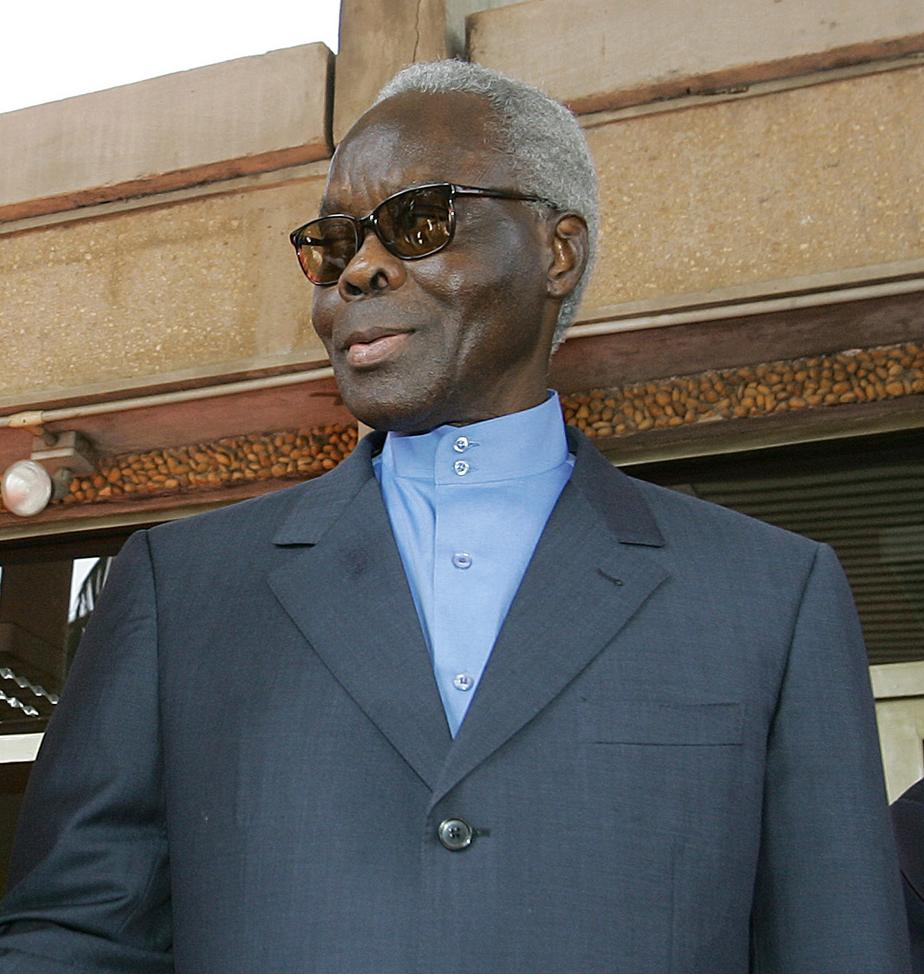
マチュー・ケレク

- マチュー・ケレク(Mathieu Ké)(1933年～2015年)
  - ダオメー共和国大統領(1972年～1975年)
  - ベナン人民共和国初代大統領(1975年～1990年)
  - 西アフリカ諸国経済共同体第6代議長(1982年～1983年)
  - ベナン初代大統領(1990年～1991年)
  - ベナン第3代大統領(1996年～2006年)